# Fritz Koenig

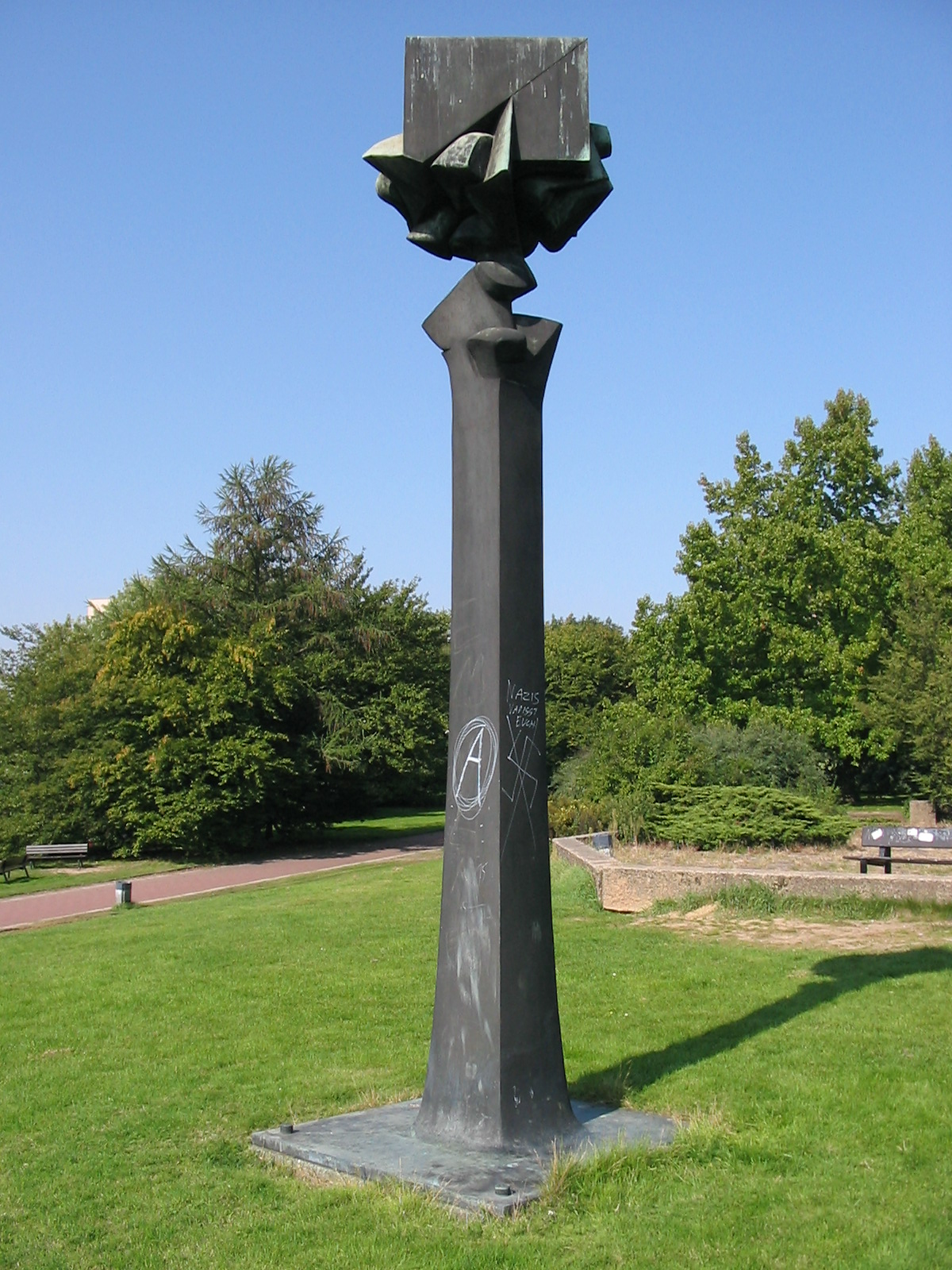
„Große Säulenkaryatide“ (1967) in Braunschweig

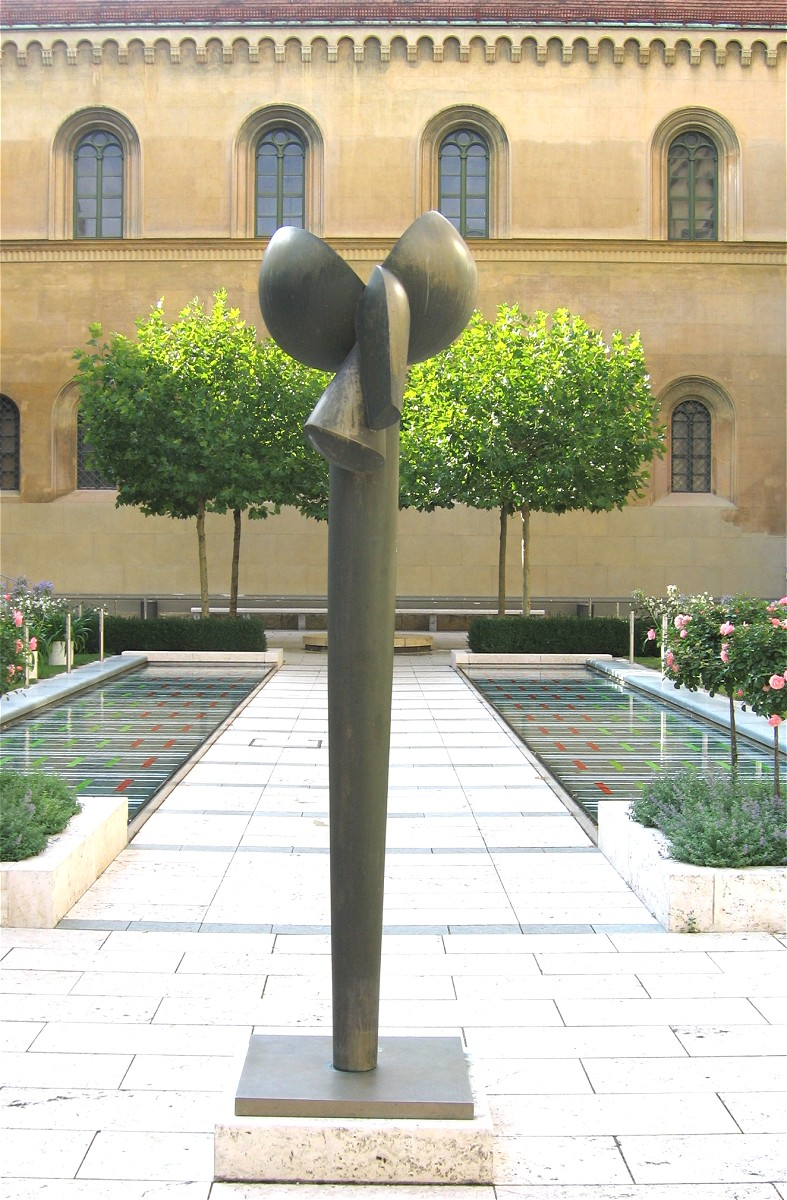
„Flora III“ (1971) im Kabinettsgarten der Münchner Residenz

Fritz Koenig (Würzburg, 20 giugno 1924 – Landshut, 22 febbraio 2017) è stato uno scultore tedesco.

## Biografia
Koenig nacque nel 1924 a Würzburg, nel 1930 traslocò a Landshut. Dal 1946 fino al 1952 studiò scultura presso la Kunstakademie München presso lo scultore Anton Hiller (1893-1985). Nel 1959 partecipò alla documenta 2 a Kassel. Nel 1961 si trasferì a Ganslberg e nel 1964 fu invitato ad insegnare presso la Technische Hochschule München. Nello stesso anno partecipò alla documenta 3.
Negli ultimi anni visse a Ganslberg presso Landshut.

## Galleria d'immagini

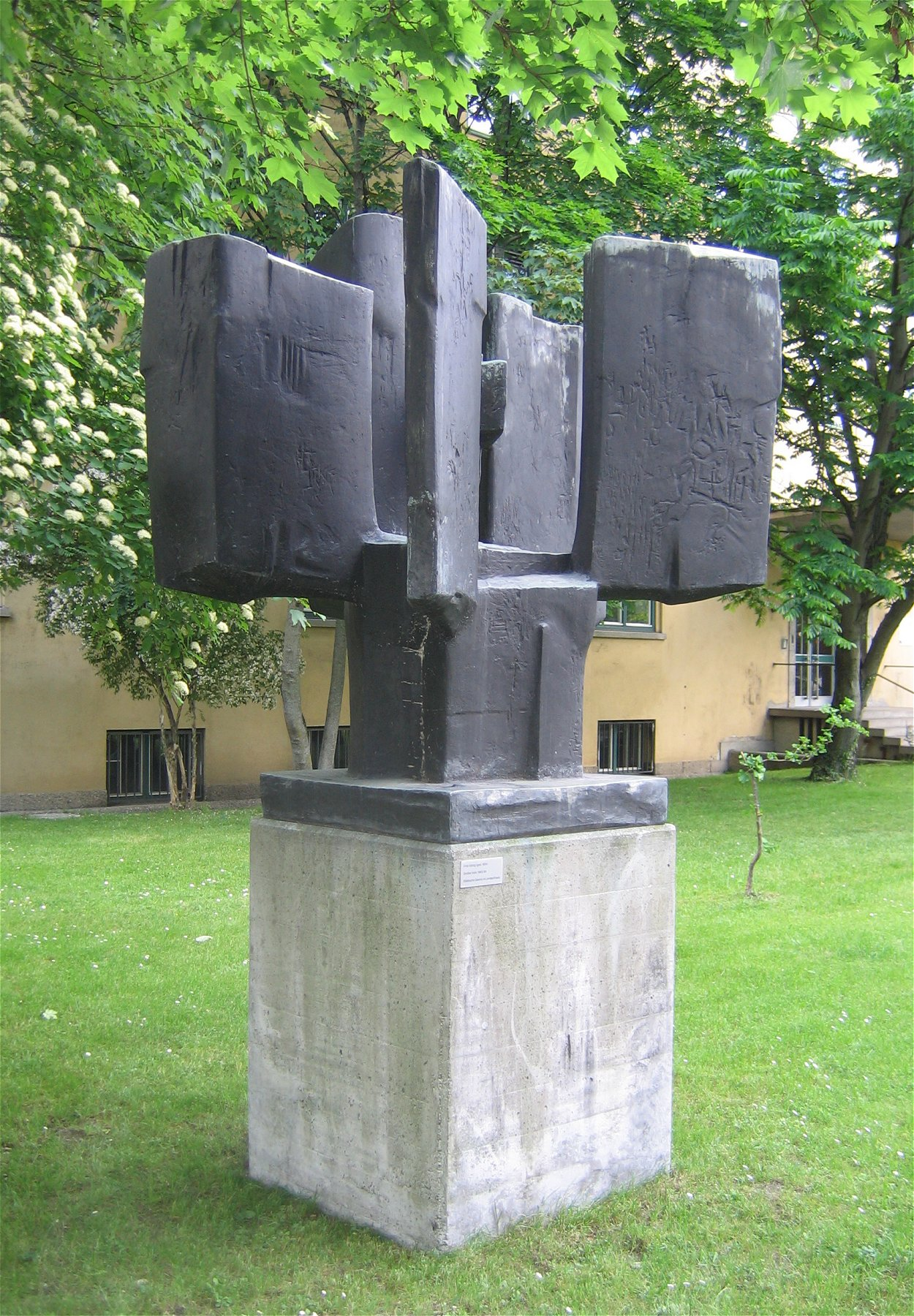
Großes Votiv, 1963-64, Luisenstraße a Monaco di Baviera
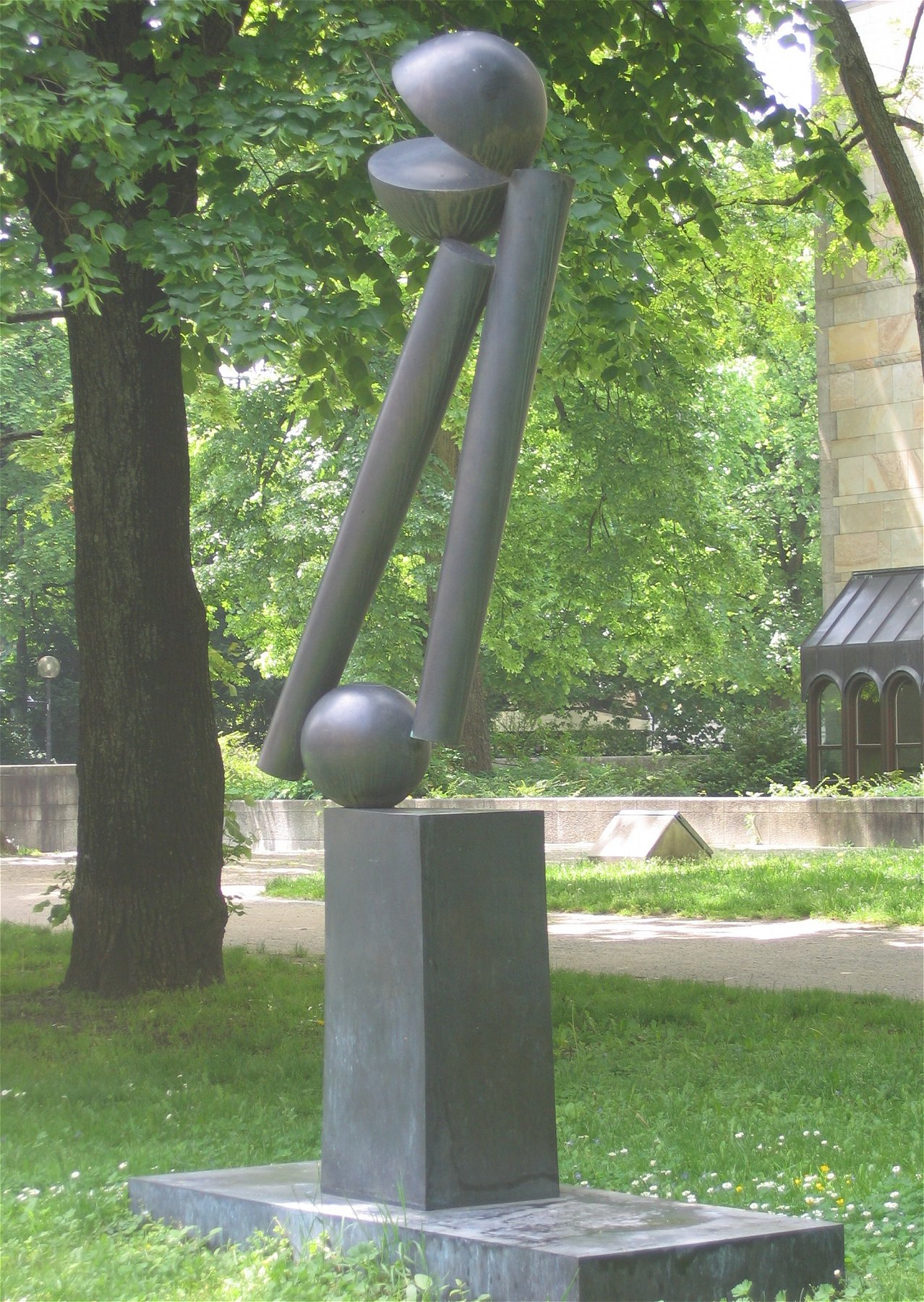
Große Zwei V, 1973, accanto alla Neuen Pinakothek a Monaco di Baviera
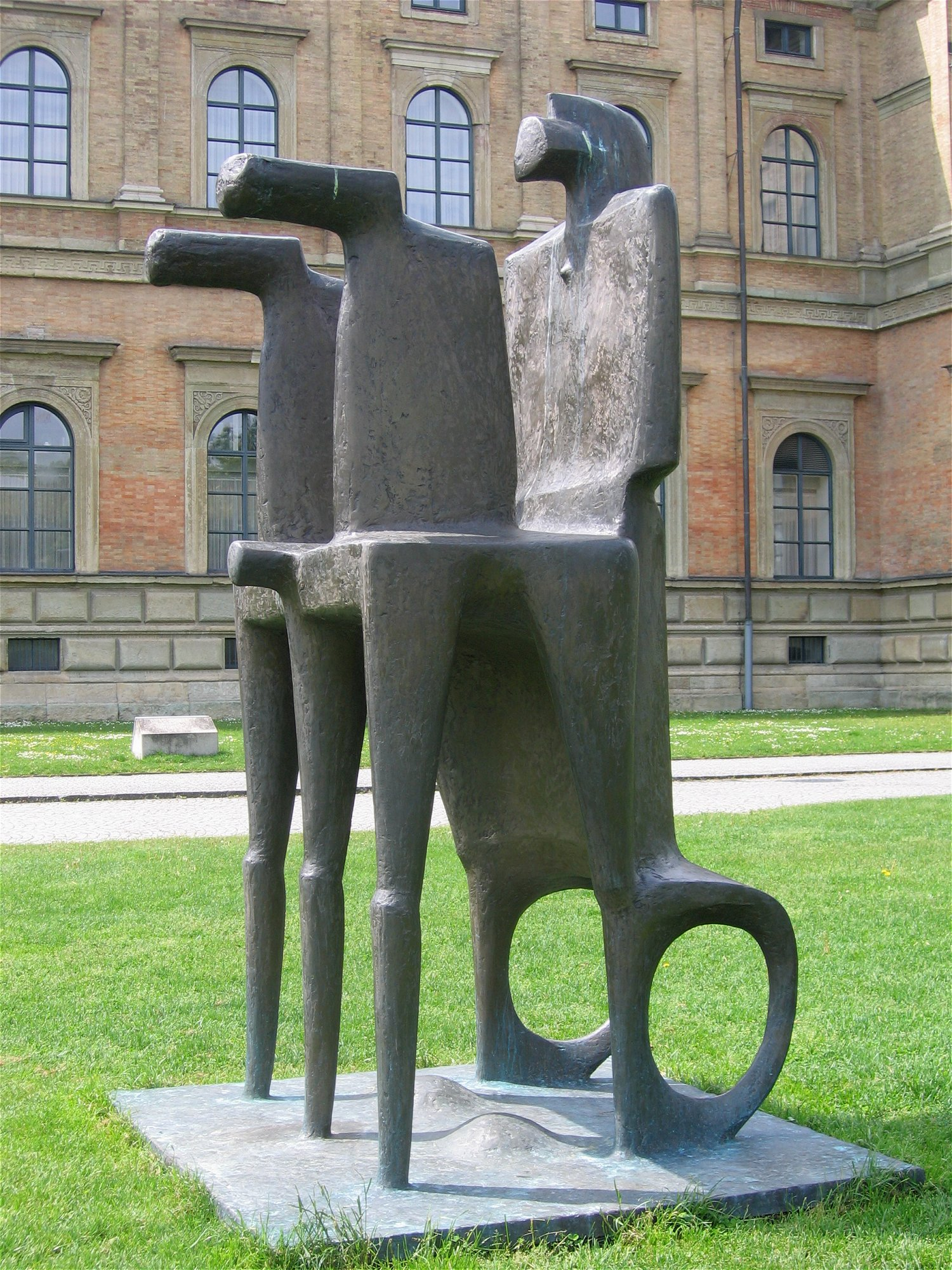
Fritz Koenig: Große Biga, 2000, Bronzo, Alte Pinakothek, Monaco di Baviera
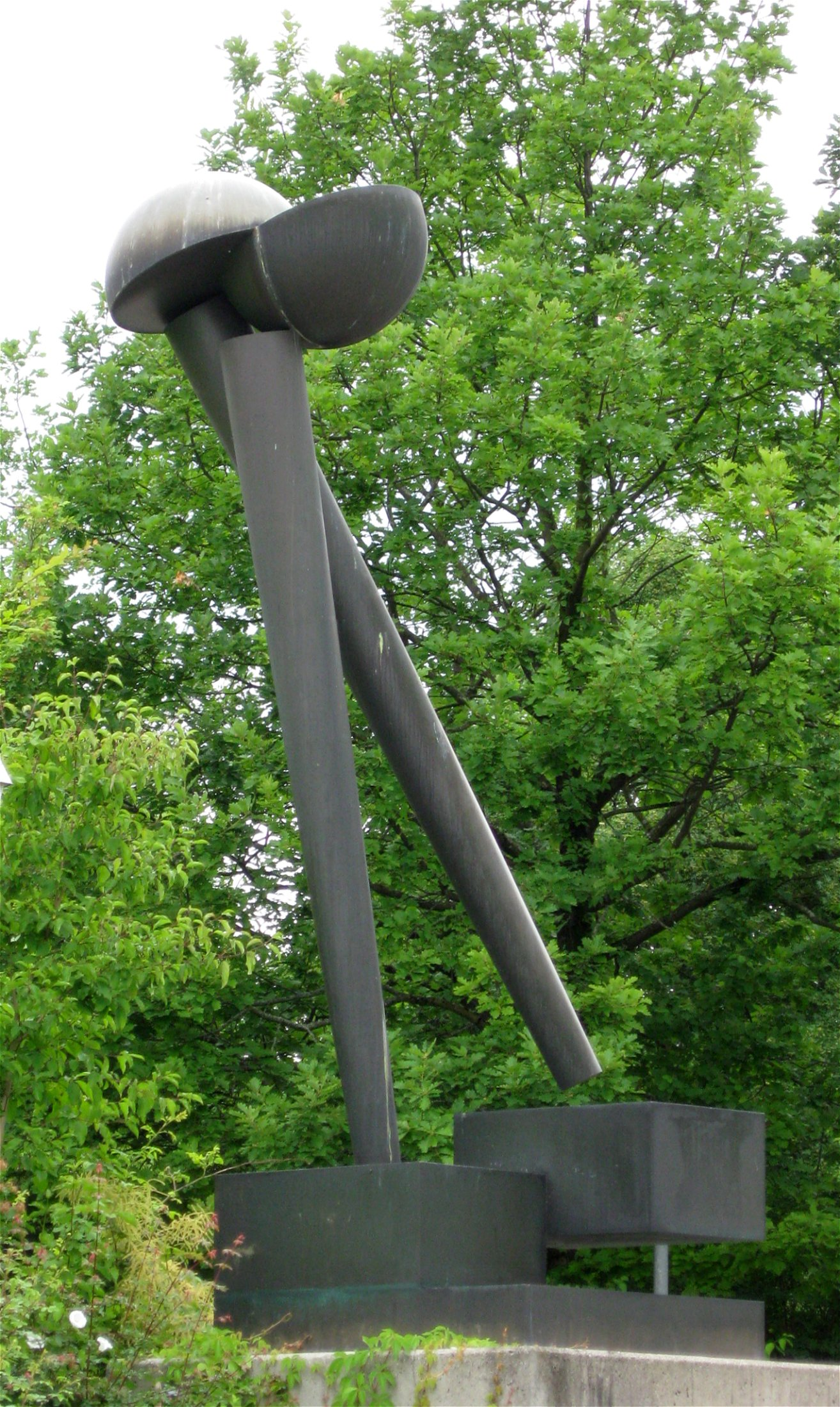
Grosse Zwei VI, brons, 1973-82, Sjukhuset München-Bogenhausen
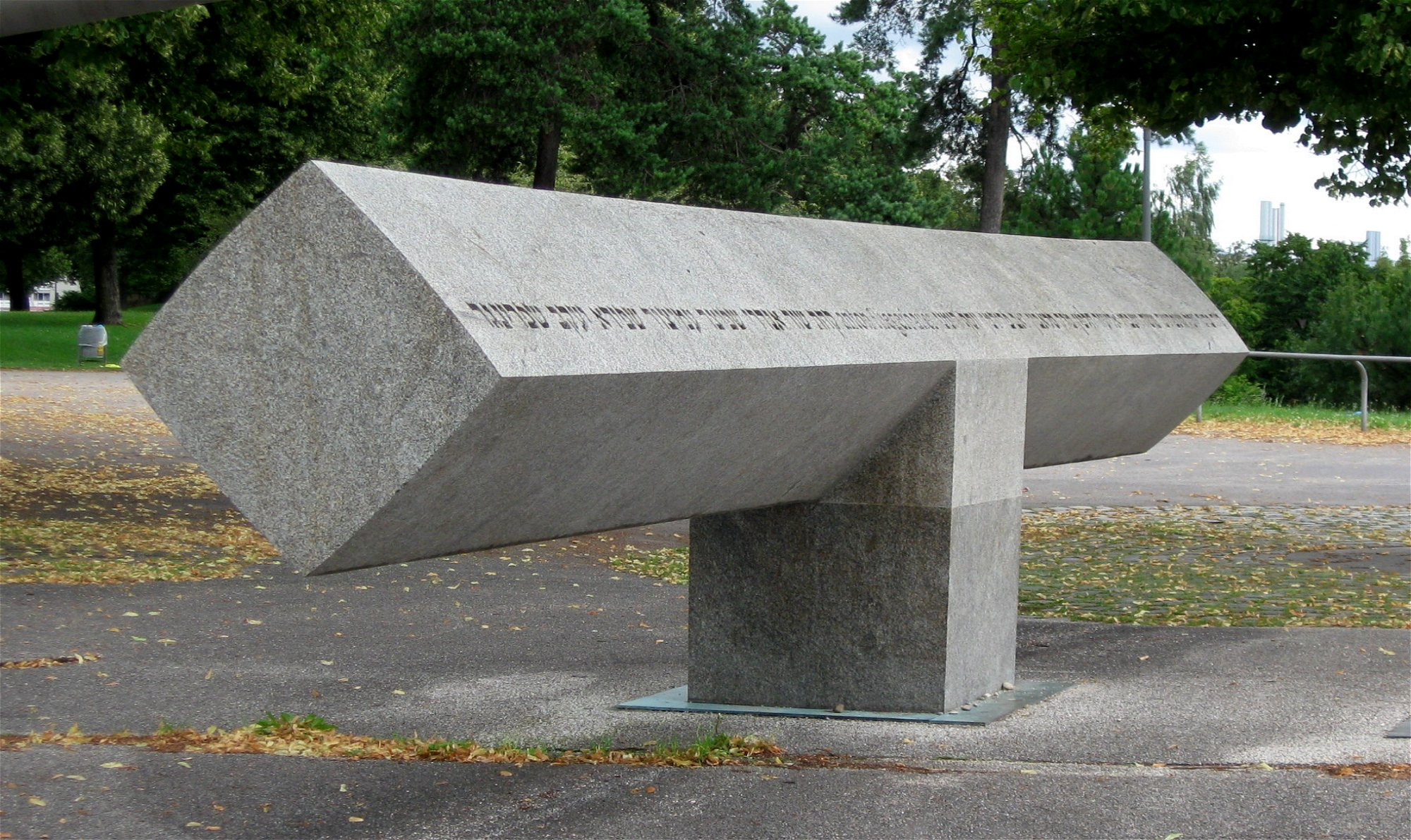
Monumento alle vittime dell'attentato terroristico delle olimpiadi del 1972 Monaco di Baviera, 1995